# Brendan Gleeson
Brendan Gleeson (Dublín, 29 de marzo de 1955) es un actor irlandés que ha trabajado en películas como Braveheart, The General, Gangs of New York, Troya, In Bruges y la saga de Harry Potter. Es padre del también actor Domhnall Gleeson.

## Biografía
Nació en Dublín (Irlanda), y tuvo una vida alejada de la actuación hasta que terminó la universidad, aunque su primer papel importante lo obtuvo con 34 años, en la película irlandesa The Field, en 1990, una de las primeras en las que trabajó. Antes de dedicarse a la actuación fue profesor de secundaria en un instituto en Dublín.
Debido a The Field consiguió papeles en Hollywood de bajo presupuesto, haciendo siempre de inglés o irlandés, incluso en la pequeña pantalla con la serie The Teatry, producida por la RTÉ One, donde interpretó a Michael Collins. Por su participación en esta película recibió el Jacob's Award, en 1992.
En 1995 intervino en la galardonada y épica Braveheart dando vida a Hamish, el recio y robusto escocés, mano derecha y fiel amigo de William Wallace (Mel Gibson). Gracias a este papel fue más conocido y pudo cambiar un poco de roles, interviniendo en Turbulence, Misión: Imposible II y A.I. Inteligencia Artificial. 

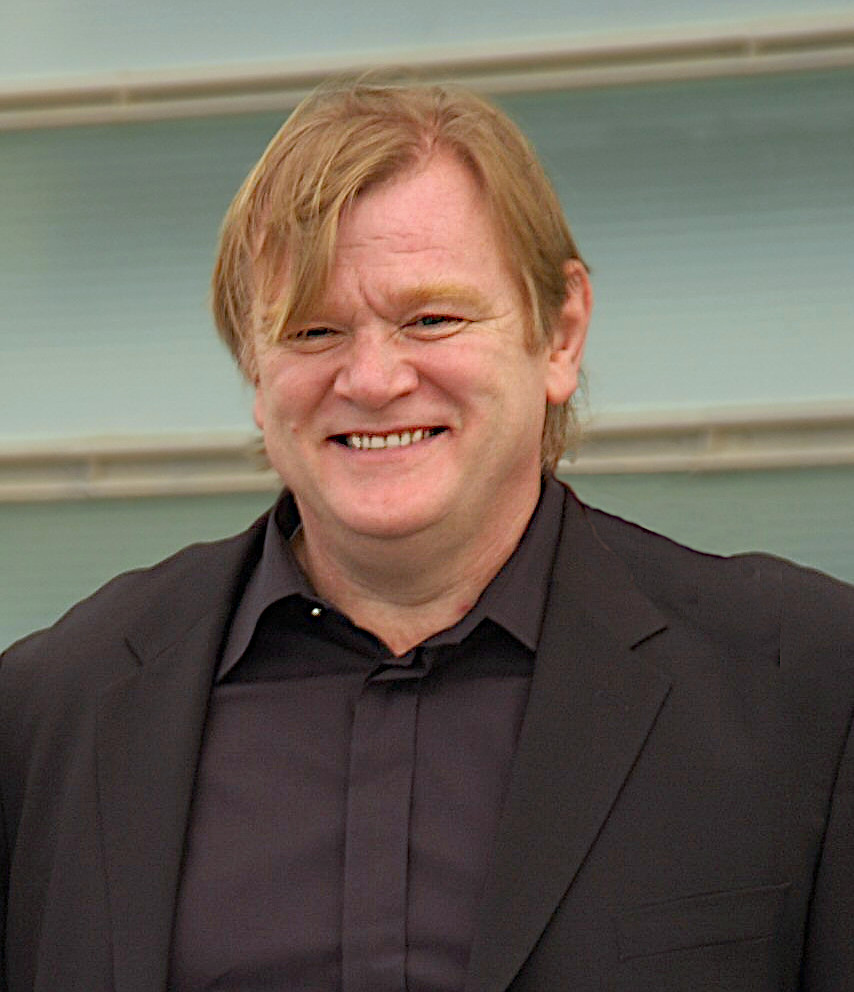
Brendan Gleeson en 2005

En 2002 fue reclutado por el afamado director Martin Scorsese para dar vida al personaje Walter 'Monk' McGinn en la famosa Gangs of New York.
La mejor crítica que ha recibido fue por su papel de Martin Cahill, un gánster irlandés, en The General de 1998. También obtuvo buenas críticas por sus roles en películas como Braveheart, Michael Collins, Cold Mountain, 28 Days Later, Troya, Kingdom of Heaven, The Village y The Guard, y también es alabada su interpretación en In Bruges, de 2008, junto a Colin Farrell y Ralph Fiennes, en la cual encarna a un sicario que posee una sensibilidad, humanidad y cultura que no van acordes con su temible profesión. 
También destaca su papel del auror Alastor Moody en la saga de Harry Potter (Harry Potter y el cáliz de fuego en 2005, Harry Potter y la Orden del Fénix en 2007 y Harry Potter y las Reliquias de la Muerte: parte 1 en 2010).

## Vida privada
En cuanto a su vida personal, Gleeson se casó con Mary en 1982, y tienen cuatro hijos en común (Domhnall, Fergus, Brian y Rory). Vive en Malahide, un suburbio de Dublín, y además de actor es también un talentoso músico, sabiendo tocar el fiddle (o violín celta, instrumento que ha conquistado su lugar en la música tradicional celta, especialmente en Irlanda y Escocia).

## Filmografía
- The Field (1990)
- Conneely's Choice (cortometraje, 1992)
- Far and Away (1992)
- M.A.N.: Matrix Adjusted Normal (1992)
- The Bargain Shop (1992)
- Into the West (1992)
- Braveheart (1995)
- The Life of Reilly (1995)
- Angela Mooney (1996)
- Michael Collins (1996)
- Trojan Eddie (1996)
- Spaghetti Slow (1996)
- Before I Sleep (1997)
- Messaggi quasi segreti (1997)
- Turbulence (1997)
- The Butcher Boy (1997)
- A Further Gesture (1997)
- I Went Down (1997)
- The General (1998)
- This Is My Father (1998)
- The Tale of Sweety Barrett (1998)
- Lake Placid (1999)
- My Life So Far (1999)
- Misión: Imposible II (2000)
- Harrison's Flowers (2000)
- Saltwater (2000)
- Wild About Harry (2000)
- J.J. Biker (2001)
- Cáca Milis (2001)
- El sastre de Panamá (2001)
- A.I. Inteligencia artificial (2001)
- 28 Days Later (2002)
- Gangs of New York (2002)
- Dark Blue (2002)
- Cold Mountain (2003)
- The Village (2004)
- Country of My Skull (2004)
- In My Country (2004)
- Troya (2004)
- Six Shooter (corto, 2004)
- Kingdom of Heaven (2005)
- Desayuno en Plutón (2005)
- Harry Potter y el cáliz de fuego (2005)
- Studs (2006)
- The Tiger's Tail (2006)
- White Irish (2007)
- Harry Potter y la Orden del Fénix  (2007)
- Beowulf (2007)
- Escondidos en Brujas (In Bruges) (2008)
- Perrier's Bounty (2009)
- Green Zone (2010)
- Harry Potter y las Reliquias de la Muerte: parte 1 (2010)
- The Guard (2011)
- Albert Nobbs (2011)
- The Cup (2011)
- Safe House (2012)
- The Raven (2012)
- The Pirates! Band of Misfits (2012)
- Pacto de silencio (2012)
- La Gran Seducción (2013)
- Los Pitufos 2 (2013)
- Al filo del mañana (2014)
- Calvario (2014)
- Eliza Graves (2014)
- The Hogwarts Express (2014)
- Song of the Sea (2014)
- Stonehearst Asylum (2014)
- Trespass Against Us (2015)
- Sexual Healing (2015)
- Suffragette (2015)
- In the Heart of the Sea (2015)
- Alone in Berlin (2016)
- Assassin's Creed (2016)
- Live by night (2016)
- Paddington 2 (2017)
- Hampstead (2017)
- Frankie (2019)
- The Banshees of Inisherin (2022)[1]

## Televisión
- Dear Sarah (1989)
- Hard Shoulder (1990)
- The Treaty (1991)
- Saint Oscar (1991)
- Love Lies Bleeding (1993)
- The Snapper (Café irlandés) (1993)
- The Lifeboat (7 episodios, 1994)
- Kidnapped (1995)
- Making the Cut (1998)
- Into the Storm (2009)
- 1916 Seachtar na Cásca (5 episodios, 2010)
- Mr. Mercedes (20 episodios, 2017-2018)
- State of the Union (10 episodios, 2022) pos-producción

## Premios y nominaciones
Premios Óscar
| Año  | Categoría              | Trabajo nominado          | Resultado |
| ---- | ---------------------- | ------------------------- | --------- |
| 2023 | Mejor actor de reparto | The Banshees of Inisherin | Candidato |

Premios Globo de Oro
| Año  | Categoría                            | Trabajo nominado | Resultado |
| ---- | ------------------------------------ | ---------------- | --------- |
| 2009 | Mejor actor - Comedia o musical      | In Bruges        | Candidato |
| 2010 | Mejor actor de miniserie o telefilme | Into the Storm   | Candidato |
| 2012 | Mejor actor - Comedia o musical      | The Guard        | Candidato |

Premios BAFTA
| Año  | Categoría              | Trabajo nominado | Resultado |
| ---- | ---------------------- | ---------------- | --------- |
| 2008 | Mejor actor de reparto | In Bruges        | Candidato |
| 2009 | Mejor actor - TV       | Into the Storm   | Candidato |

Premios Primetime Emmy
| Año  | Categoría                           | Trabajo nominado | Resultado |
| ---- | ----------------------------------- | ---------------- | --------- |
| 2009 | Mejor actor - Miniserie o telefilme | Into the Storm   | Ganador   |

Premios Satellite
| Año  | Categoría                           | Trabajo nominado | Resultado |
| ---- | ----------------------------------- | ---------------- | --------- |
| 1998 | Mejor actor - Drama                 | The General      | Candidato |
| 2008 | Mejor actor - Musical o Comedia     | In Bruges        | Candidato |
| 2009 | Mejor actor - Miniserie o telefilme | Into the Storm   | Ganador   |
| 2011 | Mejor actor - Musical o Comedia     | The Guard        | Candidato |

Semana Internacional de Cine de Valladolid
| Año  | Categoría                      | Trabajo nominado | Resultado |
| ---- | ------------------------------ | ---------------- | --------- |
| 2011 | Espiga de Plata al mejor actor | The Guard        | Ganador   |